# 377
Évszázadok: 3. század – 4. század – 5. század
Évtizedek: 320-as évek – 330-as évek – 340-es évek – 350-es évek – 360-as évek – 370-es évek – 380-as évek – 390-es évek – 400-as évek – 410-es évek – 420-as évek
Évek: 372 – 373 – 374 – 375 –  376 – 377 – 378 – 379 – 380 – 381 – 382

## Események

### Római Birodalom
- Gratianus császárt és Merobaudest választják consulnak.
- Valens császár a gót háború miatt sietősen békét köt a Szászánidákkal. Segítséget kér a birodalom nyugati részét uraló Gratianustól (unokaöccsétől), valamint elkezdi csapatait nyugatra szállítani. Traianus és Profuturus vezetése alatt előreküldi az örmény segédcsapatokat.
- Gratianus elit csapatait küldi a frank származású Richomer vezetésével, valamint pannon és transzalpi segédcsapatokat az idős Frigeridusszal (aki betegsége miatt visszavonul és katonáit átadja Ricomernek. A nyugati és keleti római csapatok Moesiában találkoznak és egy ad Salicem ("a fűzfáknál") nevű helyen véres, eldöntetlen csatát vívnak a gótokkal. Ricomer visszahúzódik Marcianopolistól délre.
- A Valens által küldött újabb csapatok Saturninus vezetésével lezárják a Balkán-hegység délre vezető hágóit. A gótok a hunok és alánok segítségét kérik és Saturninus kénytelen visszavonulni. A barbárok feldúlják a Balkán-hegység és a Rodope-hegység közti vidéket és Dibaltum városánál megsemmisítenek egy római sereget. Megtámadják Beroea városát is, ahová Frigeridus vette be magát, de a római hadvezér időben elmenekül.

## Születések
- Arcadius, római császár
- Euthümiosz, örmény remete

## Fordítás
- Ez a szócikk részben vagy egészben  a(z)   377 című angol Wikipédia-szócikk ezen változatának fordításán alapul.  Az eredeti cikk szerkesztőit annak laptörténete sorolja fel. Ez a jelzés csupán a megfogalmazás eredetét és a szerzői jogokat jelzi, nem szolgál a cikkben szereplő információk forrásmegjelöléseként.